# 卡斯蒂尔夫里奥德拉谢拉
卡斯蒂尔夫里奥德拉谢拉，是西班牙卡斯蒂利亚-莱昂索里亚省的一个市镇。总面积12平方公里，总人口26人（2001年），人口密度2人/平方公里。